# Citrus × limon
Citrus × limon, el limonero es un pequeño árbol frutal perenne. Su fruto es el limón o limón real (en árabe: ليمون‎, laimún, del persa laimú o laimún) o citrón, una fruta comestible de color amarillo, gusto ácido y extremadamente fragante que se usa principalmente en la alimentación. La mayoría de las variedades producen frutos durante todo el año. La madera de limonero se utiliza en ebanistería.
Se trata de un híbrido entre C. medica (cidro o limón francés) y C. aurantium (naranjo amargo). Aunque otros autores creen que es el resultado de diversos retrocruces entre Citrus medica y Citrus × aurantifolia.

## Descripción

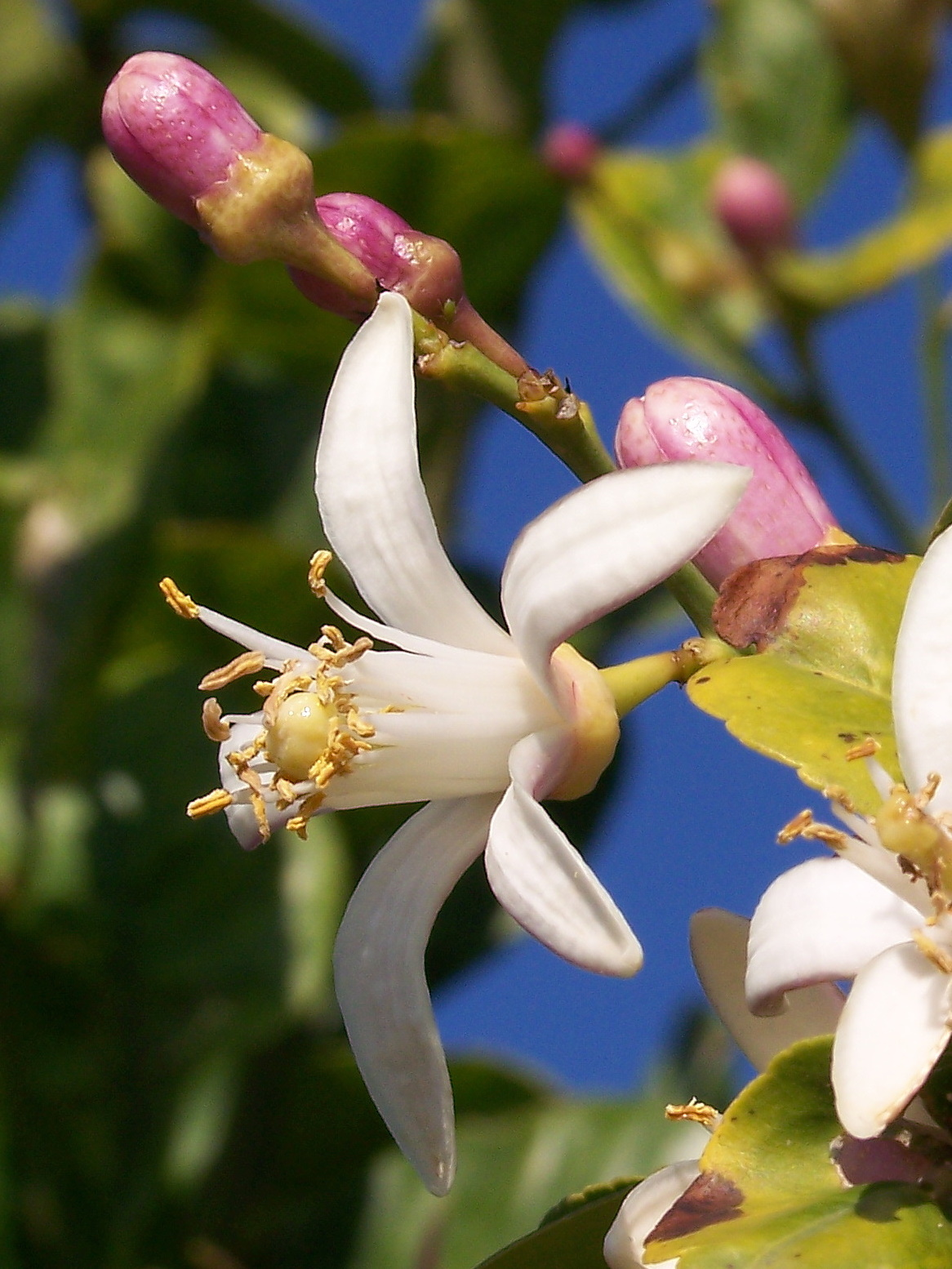
Flor y capullos.

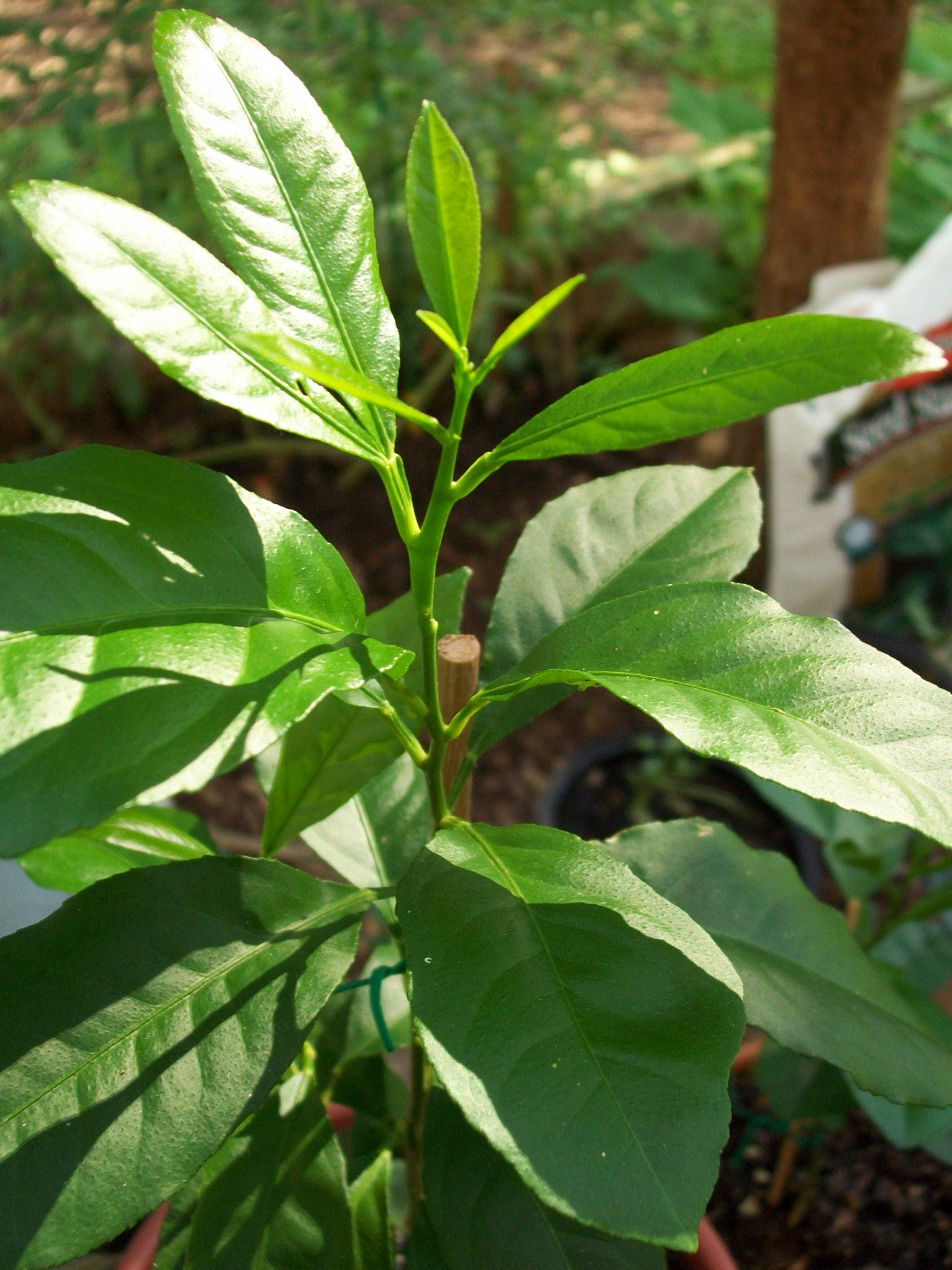
Hojas.

Es un árbol perenne, a menudo con espinas, que puede alcanzar los ocho metros de altura, con copa abierta muy ramificada. Sus hojas son alternas, simples, coriáceas, con limbo elíptico de margen más o menos cerrado, glanduloso; a su vez contiene una nervadura penninervial. La inserción de su tallo es peciolada y su disposición es alterna. Es de color verde mate lustroso de unos 5-10 cm de largo y con peciolo cilíndrico articulado. Las flores, comúnmente llamadas (al igual que las del naranjo) azahares o flores de azahar, son solitarias o se organizan en pares o cortas inflorescencias corimbosas axilares. El cáliz tiene de 4 a 7 —generalmente 5— sépalos de forma triangular soldados entre sí y la corola está formada por igual número de pétalos, libres, elípticos alargados, espesos, externamente glandulosos, blancos teñidos de rosa o violáceo en el envés. El androceo está formado por numerosos estambres (20-100) y el gineceo presenta un ovario súpero con estilo grueso terminado por un estigma mazudo más o menos lobulado. Dicho ovario deriva en un fruto bacciforme en hesperidio con hasta 18 lóculos (gajos). Sus semillas, que pueden faltar por partenocarpia, son de forma más o menos ovoide, blanquecinas/amarillentas, centimétricas, irregularmente y longitudinalmente surcadas.

## Ecología y distribución

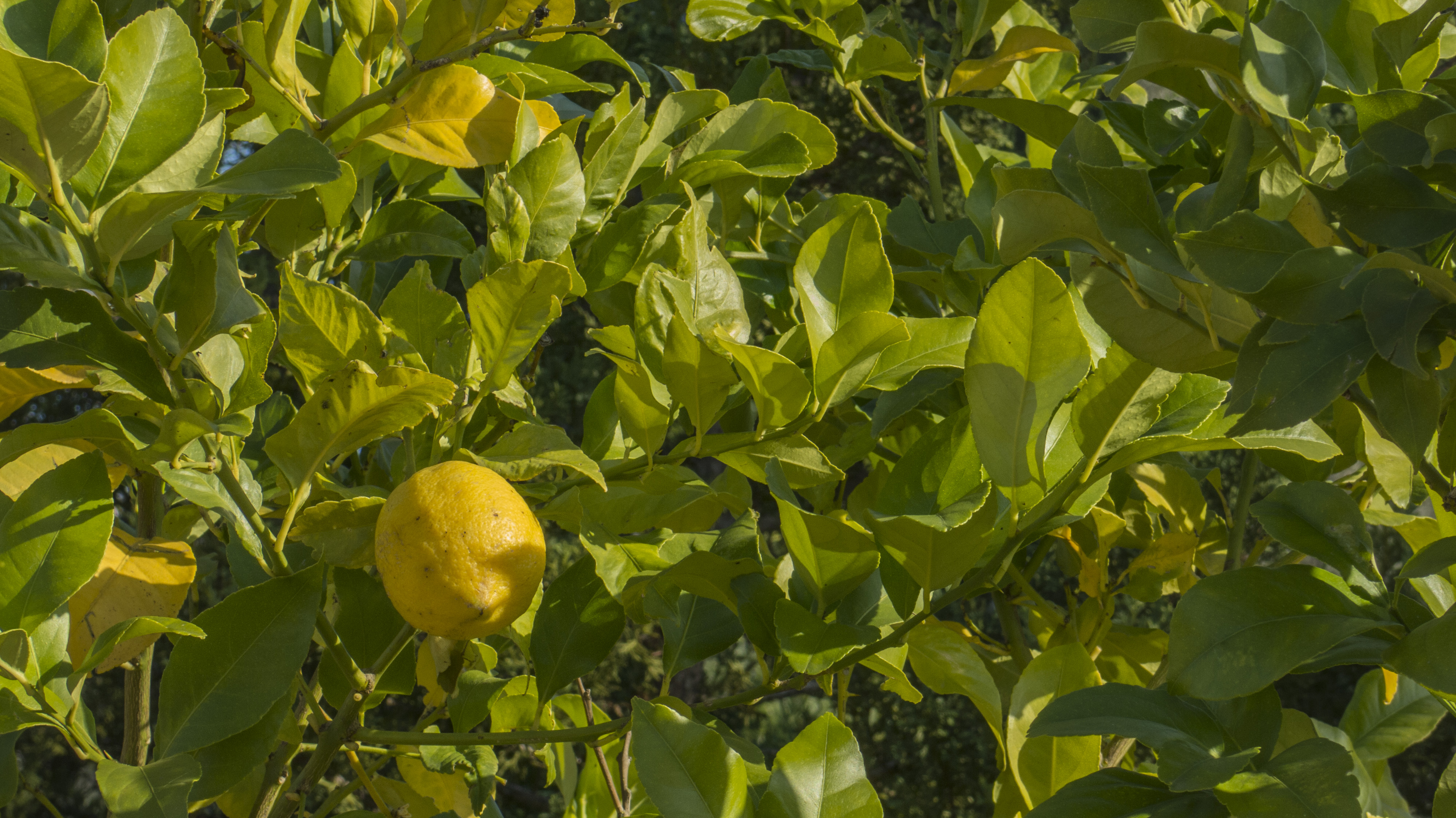
Limonero en Costich, España.

El origen exacto del limonero no es del todo claro, y permanece todavía bajo un poco de misterio. Sin embargo, está extendida la idea de que los primeros limoneros crecieron en los valles del sur del Himalaya, en Assam en el noreste de India, la zona septentrional de Birmania y China, y fue desconocido por griegos y romanos. En el sur y el sudeste asiático, era muy conocido por sus propiedades antisépticas y fue largamente utilizado como antídoto para diferentes venenos. Se introdujo más tarde en Persia y luego en Irak y Egipto alrededor del año 700. Los limones entraron en Europa (presumiblemente cerca del sur de Italia) alrededor del siglo I, durante la época de la antigua Roma. Sin embargo, no tuvo un extenso cultivo.
Fue nombrado por primera vez en el libro sobre agricultura Tratado sobre Agricultura Nabathae en el siglo III o IV. Su cultivo no fue desarrollado de forma más extensiva en occidente hasta después de la conquista musulmana de la península ibérica, extendiéndose entonces por todo el litoral mediterráneo donde se cultiva en gran medida, debido al clima, para el consumo propio y de exportación.
La primera plantación realmente importante en Europa se llevó a cabo en Génova hacia mediados del siglo XV d. C.. Hacia las Américas se exportó en 1493 cuando Colón llevó limones a bordo de la Española para sus viajes. La conquista española a lo largo de las tierras del Nuevo Mundo fue expandiendo las semillas de limoneros. Fue usado de forma importante como planta ornamental y medicinal. Hacia los siglos XVIII y XIX, los limoneros fueron incrementando progresivamente su presencia en las plantaciones de Florida y California, cuando los limones fueron ganando peso en su uso en la cocina y como perfume.
En 1747 los experimentos de James Lind en navegantes que sufrían escorbuto demostraron una mejora sustancial cuando dentro de sus dietas se incorporaba el zumo de limón.
Es considerado uno de los árboles frutales más importantes del mundo, por eso su cultivo y su consumo se realiza con igual importancia en los cinco continentes. Son explotados comercialmente en prácticamente todos los países donde las condiciones climáticas les permitan prosperar (soporta mal las bajas temperaturas). Sin embargo, los productores más importantes de limoneros del mundo son los Estados Unidos, España y Turquía. En el hemisferio Sur cabe destacar Argentina, Chile y Sudáfrica.

## Variedades de limoneros

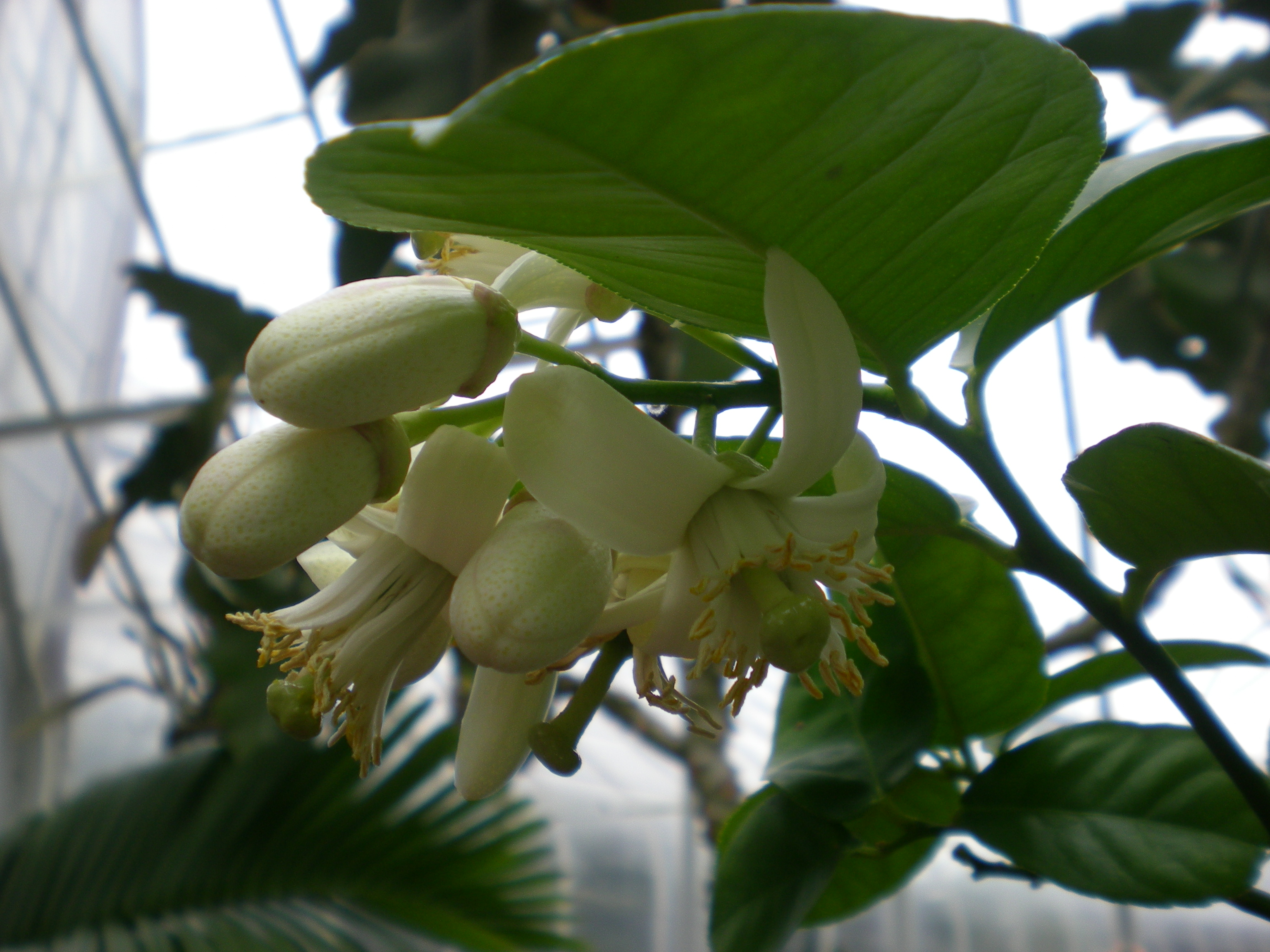
Flores del Citrus × limon.

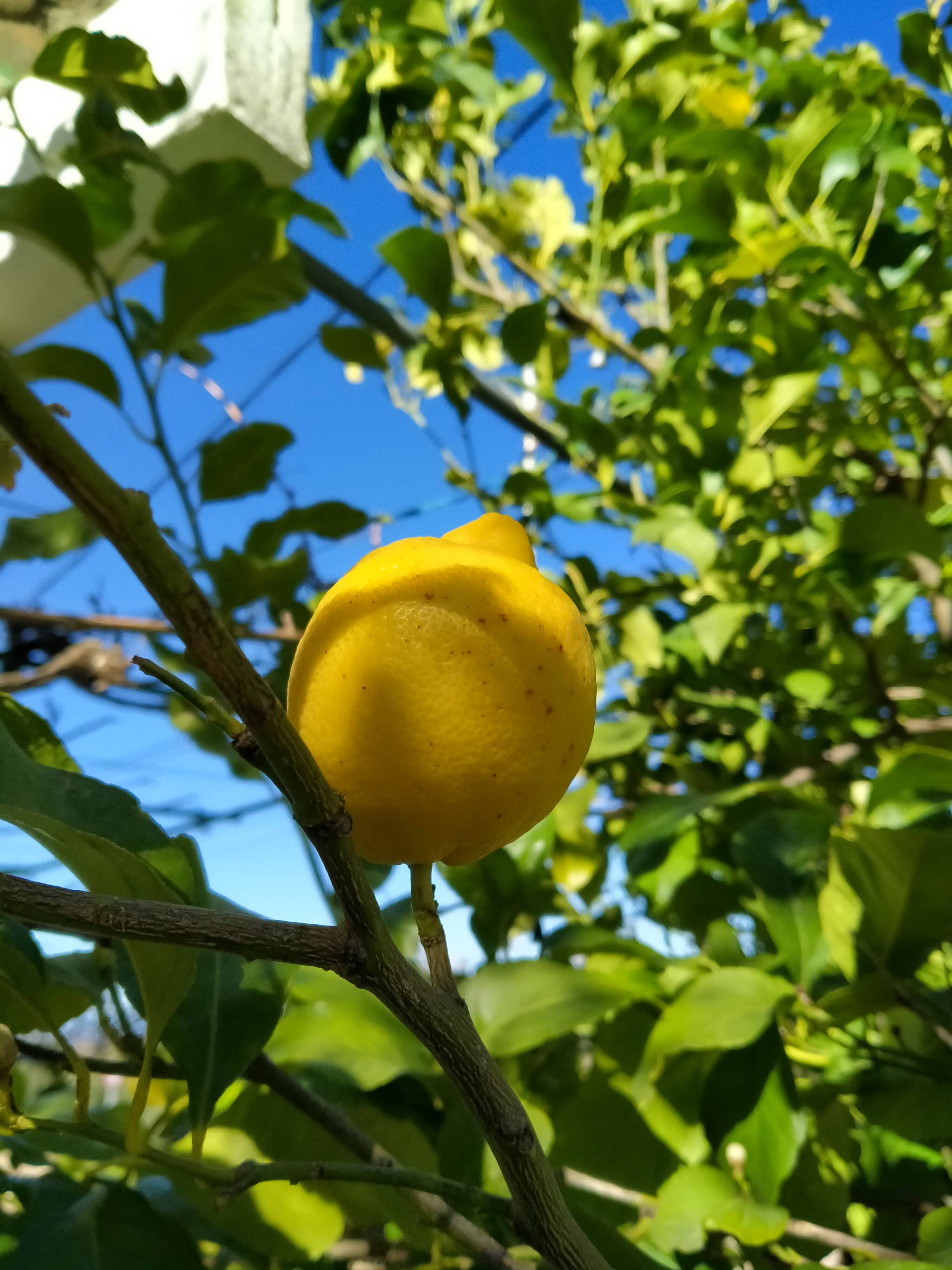
Limón en Puerto de San Vicente en el árbol durante el mes de marzo

Existen diversas variedades de limoneros:
- Arbusto

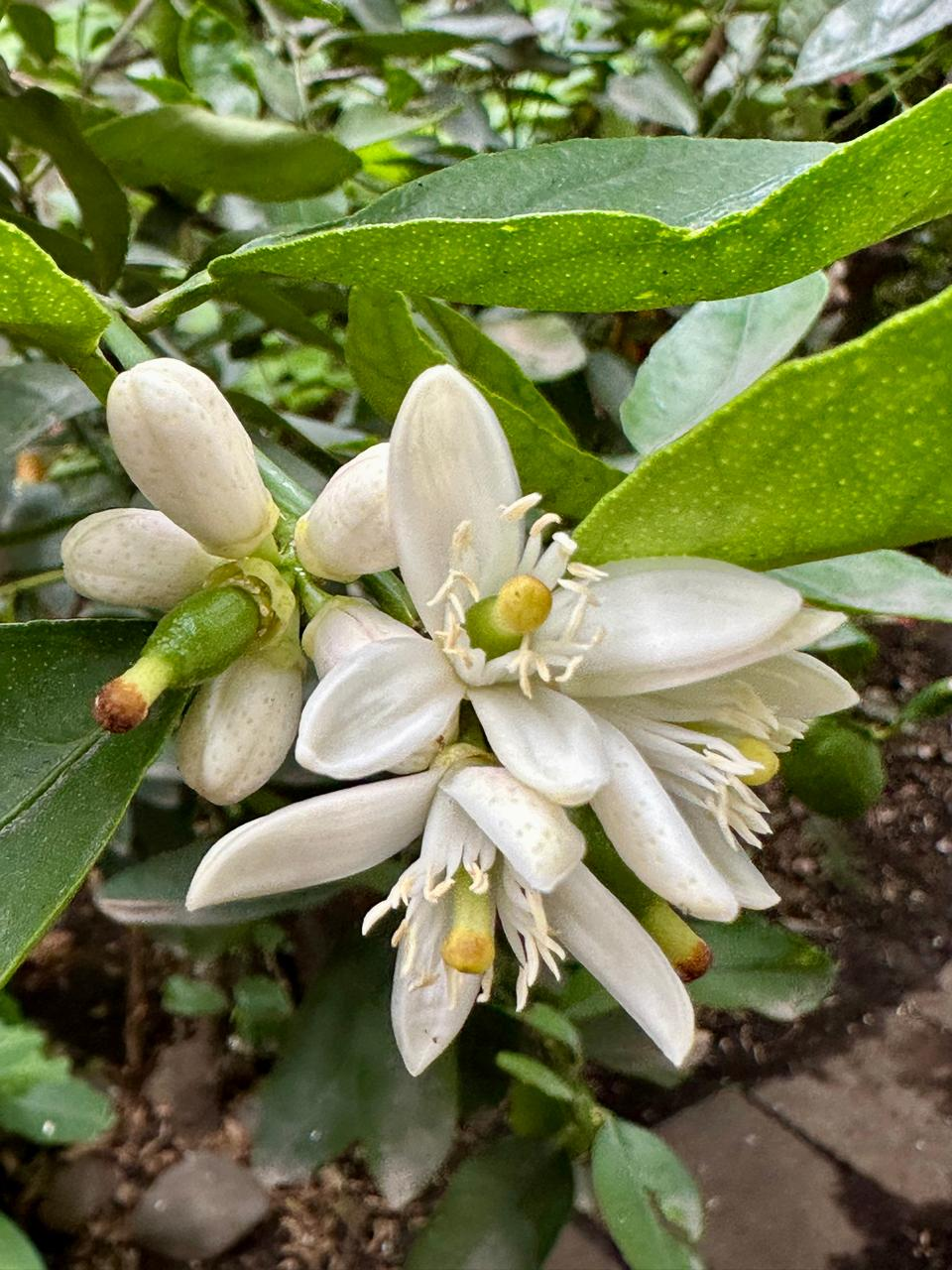
Flor de limonero en el centro de Coyoacán. Se puede observar un limón creciente, la flor abierta y la flor cerrada en torno al limón.

Esta variedad naturalizada crece de forma salvaje en zonas subtropicales de Australia. Son muy resistentes y tienen una piel muy delgada con un aroma de limón muy real; la piel es muy buena para la cocina. Crece hasta los 4 metros en lugares soleados.
- Eureka[12]

Como crece todo el año y de forma abundante, es el tipo de limón más común en los supermercados.
- Lisboa[14]

Un limón de mucha calidad, con gran cantidad de zumo y de nivel ácido, los frutos de la variedad Lisboa son muy similares a las del Eureka. Los árboles vigorosos y productivos son muy espinosos, particularmente cuando son jóvenes.
- Meyer[15]

Este es un híbrido entre el limón y posiblemente la naranja o la clementina, y se le ha llamado así por Frank N. Meyer, quien la descubrió por primera vez en 1908. La piel más delgada y una acidez ligeramente inferior que las variedades Lisboa o Eureka hacen que esta variedad requiera más cuidado en el transporte y no está tan extendida en cuanto al hecho comercial. A menudo madura hacia un color amarillo-naranja. Son ligeramente más tolerantes al frío que otros limoneros.
- Ponderosa[16]

Esta variedad es mucho más fuerte y resistente a las heladas; los frutos son de piel delgada y bastante largos. Se parece al híbrido citron-limón.
- Variegated Pink[17]

Una variedad del eureka o Lisboa con patrones multicolores en el follaje y una piel de frutos verdes inmaduros. Cuando madura hacia amarillo, el patrón multicolor va desapareciendo en la piel del fruto. La pulpa y el jugo son rosados o naranja en vez de amarillo.
- Verna

Variedad española de origen desconocido.
- Villafranca[18]
- Yen Ben

Variedad australiana.

## Conservación del árbol y el fruto
Como en frutos de otras especies de origen tropical o subtropical, se requiere la exposición de los limones a temperaturas de 10-13 °C, con humedad relativa de 85-90 % para su conservación industrial en estado fresco. En esas condiciones, la vida en postcosecha puede prolongarse entre 1 y 6 meses. La exposición a temperaturas inferiores puede generar daño por frío y pérdida de jugosidad.
El limón es un fruto no climatérico, y su producción de etileno es baja. Las respuestas a la aplicación de atmósferas controladas (O2 5-10 %; CO2 0-10 %) fueron pobres, y no hay respuesta de interés tecnológico al 1-metilciclopropeno, inhibidor de la acción del etileno, con la salvedad de aquellos limones que por exigencias de mercado se comercializan verdes: en tal caso, el 1-metilciclopropeno podría utilizarse como una herramienta para la conservación del color, ya que con la inhibición de la acción del etileno también inhibe el desverdecimiento en cítricos.
El limonero se presenta generalmente como resistente a temperaturas de aproximadamente -5 °C.
Más precisamente, los efectos del frío en los limoneros son los siguientes (las temperaturas se dan a título indicativo y pueden variar algunos grados según la naturaleza del suelo, el viento, la humedad, el portainjerto, etc.).
- Hasta -3 °C, la planta simplemente deja de crecer y entra en reposo vegetativo; este descanso es generalmente favorable y permite una mejor coloración de los frutos, una mayor concentración de azúcares, así como una mejor recuperación de la vegetación en primavera. Por otro lado, el frío es nocivo si se prolonga demasiado, por lo que es difícil aclimatar los limoneros de las costas bretonas donde las temperaturas invernales siguen siendo suaves.
- Entre -4 °C y -6 °C, los brotes jóvenes se marchitan. Recuperan su vigor cuando sube la temperatura, en unas horas o unos días, dependiendo de la severidad de las heladas (a menor temperatura, más duradera la marchitez).
- Por debajo de -7 °C, los brotes jóvenes se marchitan y después de unas semanas adquieren una apariencia seca y luego mueren.
- Entre -8 °C y -10 °C: unas semanas después de las heladas, las hojas adultas se enrollan y secan al mismo tiempo que los brotes jóvenes. La recuperación se realiza sobre madera que es tanto más vieja cuanto que la helada ha sido severa. Suele tener lugar a partir de la primavera siguiente, pero puede pasar más de un año antes de que se lleve a cabo.
- Por debajo de -11 °C: todas las partes aéreas de la planta se ven afectadas y la planta generalmente muere; la recuperación posiblemente se pueda hacer a nivel del suelo, en el maletero.

## Enfermedades y parásitos
El limonero es atacado por el piojo blanco (Aspidiotus nerii). Esta cochinilla afecta a los frutos desde su formación hasta la madurez, lo que supone un quebranto económico importante para los agricultores.
Otras muchas cochinillas atacan también al limonero como a otros cítricos, como las serpetas, con forma de coma, caparretas y otros piojos. Es de destacar el ataque de cochinillas algodonosas, como el cotonet (Planococcus citri) o la cochinilla acanalada (Icerya purchasi). Pero quizás la más importante a nivel comercial sea la cochinilla roja australiana (Aonidiella aurantii).
El limonero sobrevive en un ambiente de numerosos virus, agresivos, como los correspondientes a la tristeza de los cítricos. En relación con el portainjerto para evadir a la virosis, en España, se prohíbe el uso del naranjo amargo como patrón. Tales portainjertos deben ser citrange troyer, citrange carrizo, mandarino Cleopatra o poncirus trifoliata, que no tienen problemas con el virus de la tristeza.Los viveros injertan yemas certificadas o exentas de los virus más importantes en cítricos.

### Otras plagas
- Pulgones: quizá el más dañino sea el pulgón negro de los cítricos (Toxoptera aurantii).

- Minador de las hojas de los cítricos (Phyllocnistis citrella Stainton), que produce galerías en el interior de las hojas de los brotes verdes y es puerta de entrada para enfermedades. Esta plaga en la actualidad no tiene demasiada importancia en el Levante español, ya que sus enemigos naturales la controlan adecuadamente. Solo supone un problema si se trata de árboles recién plantados ya que cualquier afección a sus pocos brotes retrasa su crecimiento considerablemente, pero en árboles adultos no reviste problema alguno.

- Mosca blanca, especialmente Aleurothrixus floccosus. En la actualidad, esta mosca no supone problema alguno en España ya que su enemigo natural Cales noacki está perfectamente establecido y controla las poblaciones de esta mosca blanca. En caso de tener problemas en una plantación de limonero con esta mosca blanca, más que hacer un tratamiento con un fitosanitario, merece la pena reintroducir su enemigo natural.

- Moscas de la fruta: mosca del Mediterráneo (Ceratitis capitata) y mosca americana (Anastrepha fraterculus): las hembras ovipositan mediante su oviscapto en el fruto, pero las larvas sólo se desarrollan en los cítricos dulces (naranjas, mandarinas, pomelos), pues no pueden soportar la acidez del limón.

## Usos

### Uso medicinal
Tradicionalmente se le atribuyen numerosos usos, concretamente, a su fruto, el limón.
Es utilizada para prevenir la acción de virus y bacterias, aumentando las defensas del organismo. Es decir, activa los glóbulos blancos debido a su alto contenido en vitamina C.
En cuanto al aparato respiratorio, ayuda a combatir infecciones respiratorias como los resfriados y la gripe.
También es útil para el aparato digestivo, ya que hace una función reguladora y estimula las secreciones gástricas. Además, calma la acidez estomacal, la gastritis y es eficaz para evitar o frenar el vómito y expulsar los parásitos intestinales.
Se utiliza para tratar infecciones urinarias, gota, dolores reumáticos, colesterol, artritis, gracias a sus virtudes diuréticas y depurativas.
En el aparato circulatorio, no sólo tonifica los vasos sanguíneos, sino que también previene la angina de pecho, ayuda a la circulación sanguínea, rebaja la hipertensión , combate el arterioesclerosis y estimula la formación de glóbulos rojos, y es muy adecuado para el tratamiento de la anemia.
En el uso externo se aplica para curar irritaciones, úlceras, picaduras de insectos, herpes labiales, acné, epistasia y en forma de gargarismos para las anginas y la faringitis. También en uso externo se tiene constancia de su utilidad en gingivitis, las caries, el halitosis, hongos en las uñas, para combatir las impurezas de la piel, para relajar los pies y para aliviar los dolores del reumatismo.

### Uso alimentario

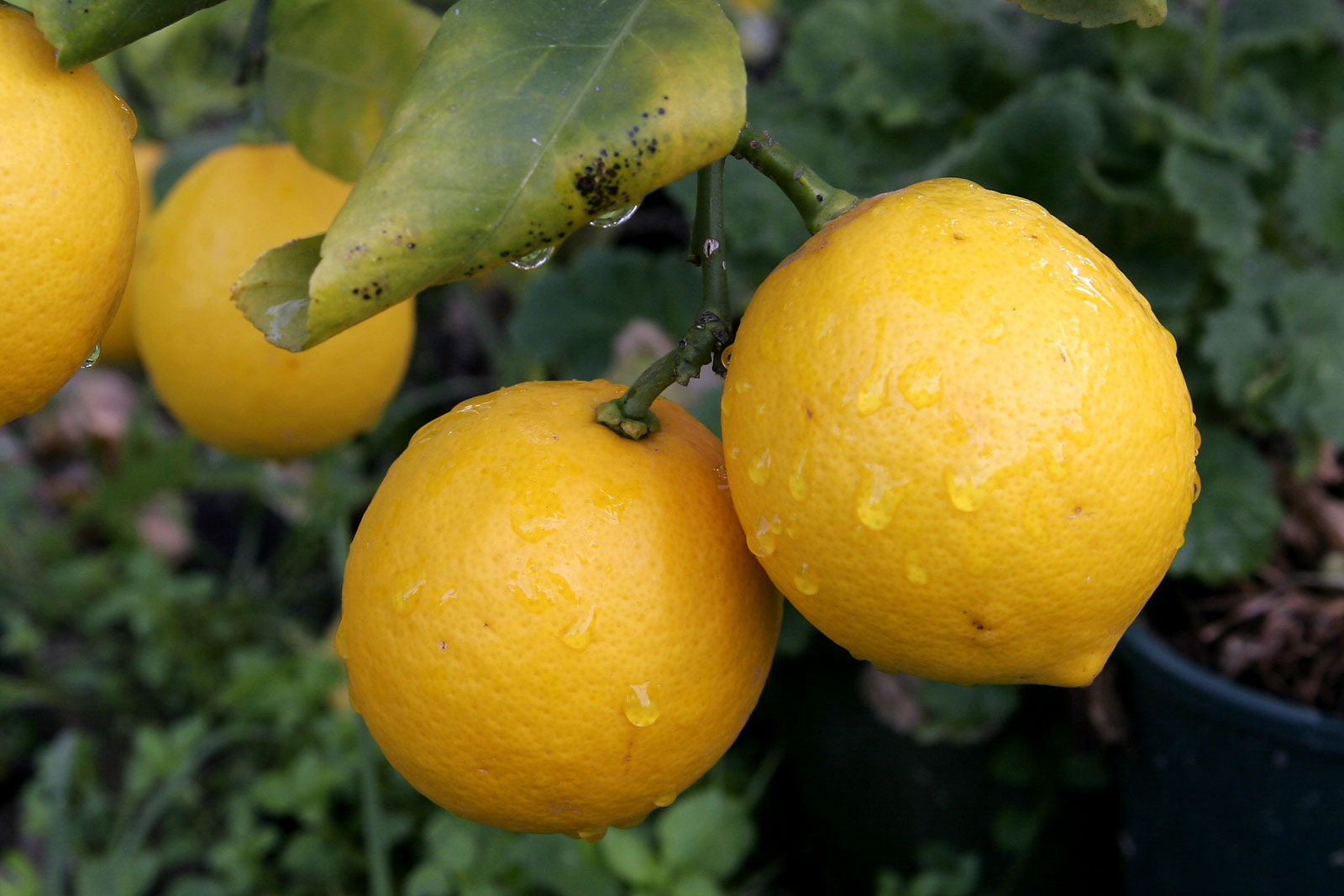
Limones en el árbol.

En gastronomía se utiliza tanto la pulpa del limón, como su piel, a menudo para aromatizar por ejemplo, en varios guisos o rissotos, o como condimento, e incluso las hojas del limonero, que se comen fritas o en buñuelos. Se utiliza para hacer postres o bebidas, como la limonada, y como ornamento para bebidas, licores y comidas. También, para pastelería en general (por ejemplo, tarta de mousse de limón, brazos de gitano de limón, etc.) y para aromatizar diversos platos.
El limón era muy utilizado por los marineros, que pasaban largos periodos en el mar sin acceso a otras frutas o verduras, para evitar el escorbuto, una enfermedad causada por falta de vitamina C. Como los limones podían aguantar mucho tiempo frescos, los capitanes las proporcionaban a la tripulación para que no enfermaran.

## Sinonimia
- Citrus × limonia Osbeck
- Citrus × limonum Risso

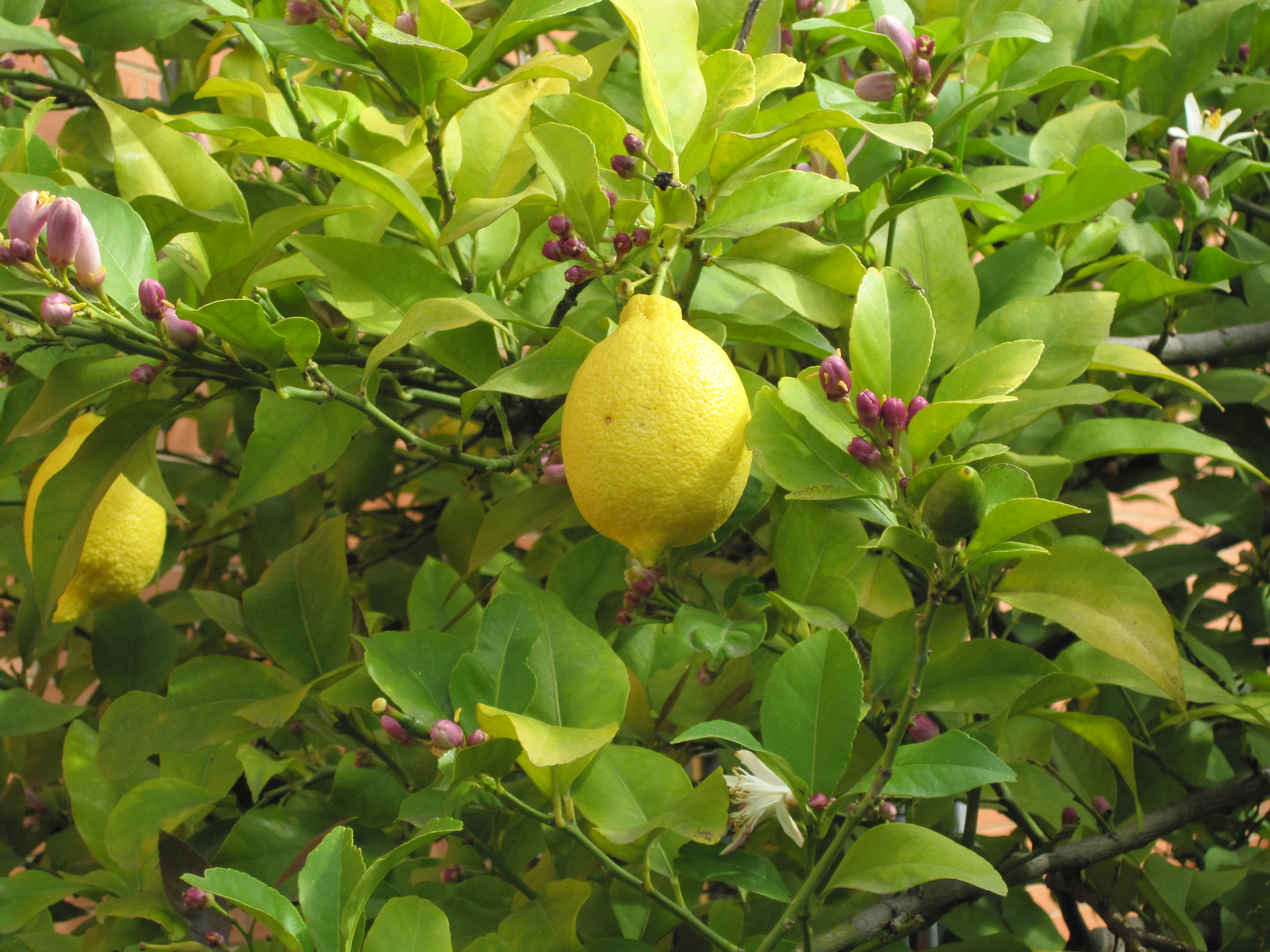
Brotes, flores y frutos de limón en la misma planta.

- Citrus medica subsp. limonum (Risso) Wight & Arn.
- Citrus medica var. limonum (Risso) Lilja
- Citrus medica var. limon L.[28]

## Nombre común
En cursiva, los más habituales en España:
Citro, limoe, limoi, limón, limón agrio, limón agrio (fruto), limón capuchino, limoncillo, limón de carne, limón de confitar, limón de San Francisco, limonero, limones de carne, limones de figuras, limones (fruto), limones preñados, limón (fruto), limón imperial, limón ordinario, limón real.
Limón cidra.

## Cultivo y producción
| Lugar                                   | País           | Producción (miles de toneladas) |
| --------------------------------------- | -------------- | ------------------------------- |
| 1                                       | México         | 2,528.2                         |
| 2                                       | India          | 2,364.0                         |
| 3                                       | China          | 2,353.2                         |
| 4                                       | Argentina      | 1,676.0                         |
| 5                                       | Brasil         | 1,292.8                         |
| 6                                       | Turquía        | 1007.1                          |
| 7                                       | España         | 923.2                           |
| 8                                       | Estados Unidos | 803.8                           |
| 9                                       | Sudáfrica      | 446.5                           |
| 10                                      | Irán           | 443.3                           |
| Fuente: Food & Agriculture Organization |                |                                 |

En 2018, la producción mundial de limones (combinada con limas para informes) fue de 19,4 millones de toneladas. Los principales productores —India, México, China, Argentina, Brasil y Turquía— colectivamente representaron el 65% de la producción mundial (tabla).
Es uno de los cítricos más sensibles al frío, por eso es cultivado intensivamente más hacia el sur que naranjas y mandarinas. En cambio no necesita tanto calor durante el verano, ya que los frutos no son dulces y por eso a pequeña escala también se cultiva en el litoral de Galicia y del Cantábrico. Es imprescindible que el suelo esté bien aireado porque si no las raíces se mueren. Puede presentar clorosis férrica en tierras calizas. Necesita gran cantidad de magnesio.
Para crecer bien el limonero debe ser plantado en tierras semiligeras, ricas en materia orgánica, pH neutro y permeables. Necesita una temperatura de entre 17 y 28 °C, no soporta heladas fuertes ni demasiado viento.
El crecimiento vegetativo tiene lugar en las ramas más jóvenes en los tres períodos siguientes:
- Primavera: las ramificaciones alargan y nacen hojas jóvenes de color verde claro, muy diferentes del resto de hojas (que son de un color verde más oscuro). Sobre estas ramificaciones nuevas aparecen brotes fructíferos (botón floral y, más tarde, flores).
- Verano: la planta brota, pero la brotación es menos importante que las brotaciones de primavera y verano.
- Otoño: la planta brota. Esta brotación asegura el follaje.

Tiene flores, frutos en formación y frutos maduros al mismo tiempo. Los frutos tardan de 10 a 18 meses en madurar y se hacen hasta tres cosechas durante el año.
Como árbol originario de las regiones tropicales (estribaciones del Himalaya) dónde la pluviometría llega a entre 1000 y 2000 mm/año, a los limoneros les gusta la tierra siempre fresca pero bien drenada. Sus raíces son en su mayoría poco profundas y no les gusta la presencia de pastos u otras plantas que compiten con ellos. Les gustan un poco los suelos ácidos, o neutrales. Algunos portainjertos toleran los suelos calcáreos. Su codicia por el agua puede acelerar la lixiviación del suelo por lo que entonces es necesario fertilizar.
A los limoneros les gusta especialmente el sol pleno. No tienen miedo de verse expuestos hacia el sur incluso en una fuerte ola de calor. Por otro lado, temen al viento que podría secarlos.

### Tamaño
- Planta de aspecto frágil: cinco podas después de cada cosecha de mayo a septiembre: los tallos se cortan para que tengan solo 20 cm de longitud.
- Planta vigorosa: poda anual al final del invierno en ramas mal orientadas y ventilación de zonas en la parte interior del árbol.[32]

### Observación del estado del limonero
Las hojas del limonero dan la información:
1. Hojas apuntando hacia arriba en verano: agua insuficiente.
2. Hojas boca abajo en verano: exceso de agua.
3. Hojas ennegrecidas en invierno: ola de frío.
4. Hojas que se ponen pálidas: falta de fertilizante. Hace falta proporcionar un fertilizante rico en potasio.

### Fertilización
Hay fertilizantes para cítricos en el mercado; pero cualquier rico en nitrógeno y potasio (proporciones 2-1-2 de NPK) así como magnesio sirve. El agua de riego demasiado clorada o salada causa problemas.
Hace falta agregar fertilizante con regularidad, al menos una vez por trimestre, o incluso una vez al mes durante los meses de fuerte crecimiento.
Un limonero bien engordado resiste mejor una ligera exposición al frío que uno que sea deficiente.